# Gino Tagliapietra
Gino Tagliapietra (Lubiana, 30 maggio 1887 – Venezia, 8 agosto 1954) è stato un pianista e compositore italiano.

## Biografia
Angelino Tagliapietra, detto Gino, nacque a Lubiana il 30 maggio 1887 da Costantino Lorenzo, direttore della filiale locale della Imperial Regia Privilegiata Compagnia di Assicurazioni Generali Austro-Italiche, e da Emilia Giuseppina Kaus,che proveniva una famiglia benestante triestina di appassionati ed esecutori di musica.

Nel 1889 i suoi genitori si separarono e il piccolo Gino andò a vivere con la madre a Trieste, in casa del nonno materno; frequentò la scuola tedesca e iniziò ad apprendere dalla madre i primi rudimenti della musica ma, a partire dai dieci anni, studiò la tecnica del pianoforte con Alice Florio, una pianista diplomata al Conservatorio di Vienna, sotto la cui guida Gino progredì, rivelando ben presto spiccate attitudini a quello studio.

Nell’aprile del 1899 Ferruccio Busoni, che era di passaggio in quella città, lo ascoltò suonare e, essendone rimasto colpito, chiese alla famiglia di poterlo portare con sé a Berlino per esserne maestro e perfezionarlo. Ma la madre rifiutò, data la giovane età del ragazzo appena dodicenne.

L’anno seguente un’audizione presso la Corte imperiale di Vienna gli fruttò una borsa di studio e la possibilità di studiare gratuitamente, a Vienna,con il pianista Julius Epstein. Tuttavia la sua permanenza nella capitale asburgica durò solo due anni, perché nel 1902 l'ormai quindicenne pianista partì per Berlino, dove poté finalmente studiare con Busoni, nel quale aveva a suo tempo riconosciuto la figura del suo maestro ideale. Durante gli anni, per lui preziosi, che trascorse a Berlino, Tagliapietra ebbe modo di conoscere molte personalità del mondo artistico e culturale, da Camille Saint-Saëns  ad Arthur Nikisch, Sergej Eisenstein, Max Reinhardt ef altri.
Nel 1904 fece ritorno a Trieste, dove inizio una fitta serie di concerti, organizzati per conto della “Società di concerti Benedetto Marcello” di Venezia.

Nel 1907 Busoni lo segnalò al conservatorio di Malmö per una cattedra di pianoforte e, contemporaneamente, Ermanno Wolf-Ferrari, direttore del “Liceo musicale Benedetto Marcello” propose al proprio presidente di affidare a Tagliapietra, senza concorso alcuno, il medesimo incarico, in quanto la cattedra di piano era rimasta vacante.  Tagliapietra rinunciò all'incarico svedese, preferendo restare a Venezia. Ebbe così inizio la sua lunga attività didattica, che si protrasse, per oltre un quarantennio, fino al 1949.

Il 25 agosto 1913 sposò Hilda Montecchi, sua allieva di pianoforte al liceo dal 1909, figlia del violoncellista Prospero Montecchi.
Durante la prima guerra mondiale (1915/18) Tagliapietra si trasferì dapprima a Novara e poi a Roma, dove strinse amicizia con il violinista Mario Corti, con Marco Enrico Bossi e soprattutto con Alfredo Casella, grazie al quale poté presentare in concerto alcuni suoi lavori di recente produzione, come i “Tre Pezzi per due pianoforti”, eseguiti nel 1918 presso la Società Nazionale di Musica Moderna, fondata dallo stesso Casella.
Erede, tramite Busoni, di un pianismo sinfonico trascendentale di derivazione lisztiana, fu anche un concertista “militante”, almeno sino ai trentacinque anni, allorquando una persistente nevrite al braccio ed alla mano destra, rivelatasi già anni prima, non lo costrinse ad abbandonare questa attività.In varie epoche del suo percorso artistico fu compositore, sebbene non avesse studiato composizione con Busoni.  Notevoli sono considerati i  “40 studi di perfezionamento” per pianoforte. Mentre, tra i suoi lavori didattici,  si segnala la monumentale “’Antologia di musica antica e moderna per il pianoforte” in diciotto volumi, compilata per conto dell’Editore Ricordi di Milano.

### Annotazioni
1. ↑   
Secondo il ricordo di Hilda Montecchi, Busoni, rivòltosi alla madre, avrebbe detto: « [...] Signora, questo è mio figlio; me lo lasci, penserò io a tutto per lui...».
2. ↑  Dopo la scomparsa del precedente titolare, Francesco Giarda, che si era tolto tragicamente la vita.
3. ↑  Al quale nel 1937 dedicherà l’unico suo pezzo violinistico, la “Sonata per violino solo”.

### Fonti
1. 1 2 3 4 5   Anna Scalfaro, Angelino Tagliapietra detto Gino, su Dizionario Biografico Treccani. URL consultato il 2 aprile 2023.
2. 1 2 3 4 5 6 7   Maria Girardi, Gino Tagliapietra (PDF), su Rodoni.ch. URL consultato il 2 aprile 2023.
3. ↑   AA:VV:, Nuova Enciclopedia della Musica Garzanti, Milano, Garzanti Editore, 1983,  p. 708.